# Lusismo (linguística)
Lusismo é, na linguística, uma expressão ou palavra peculiar do vocabulário lexicográfico de Portugal. Refere-se também a um costume próprio dos lusitanos ou dos portugueses.